# Carlos Lemus
Carlos Alberto Lemus Figueroa (* 3. Februar 1989 in San Felipe) ist ein chilenischer Fußballspieler auf der Position eines Torwarts.

## Karriere
Carlos Lemus kam im Alter von zehn Jahren in die Jugend des CSD Colo-Colo und entwickelte sich dort bis zu Einsätzen in der zweiten Mannschaft des Vereins. 2007 wechselte er zu Deportes Temuco und ein Jahr später zu Deportes Ovalle, mit dem er das Finale der Copa Chile erreichte. Seine guten Leistungen brachten ihn erst zu Unión San Felipe und anschließend zu Everton. 2012 kehrte er zu Unión San Felipe zurück, spielte allerdings teilweise in der Reservemannschaft des Vereins. 2014 unterschrieb er bei Deportes Colchagua, seiner letzten Station im Profifußball.